# 上野芝站
上野芝站（日语：／ Uenoshiba eki */?）是一個位於大阪府堺市西區、屬於西日本旅客鐵道（JR西日本）阪和線的鐵路車站。車站編號為JR-R31。

## 車站結構
相對式月台2面2線的地面車站。

### 月台配置
| 月台 | 路線   | 方向 | 目的地                   |
| ---- | ------ | ---- | ------------------------ |
| 1    | 阪和線 | 下行 | 鳳、關西機場、和歌山方向 |
| 2    | 阪和線 | 上行 | 天王寺、大阪方向         |

## 使用情況
2017年度的1日平均上下車人次為8,751人。
近年1日平均上下車人次推移如下表｡
| 1997年 | 9,178 |
| 1998年 | 9,031 |
| 1999年 | 8,690 |
| 2000年 | 8,540 |
| 2001年 | 8,591 |
| 2002年 | 8,453 |
| 2003年 | 8,510 |
| 2004年 | 8,395 |
| 2005年 | 8,219 |
| 2006年 | 8,183 |
| 2007年 | 8,004 |
| 2008年 | 7,878 |
| 2009年 | 7,679 |
| 2010年 | 7,996 |
| 2011年 | 8,335 |
| 2012年 | 8,624 |
| 2013年 | 8,835 |
| 2014年 | 8,632 |
| 2015年 | 8,765 |
| 2016年 | 8,770 |
| 2017年 | 8,751 |

## 車站周邊

### 古墳
- 百舌鳥古墳群
  - 履中天皇陵（上石津御陵古墳）
  - 板助古墳（日语：いたすけ古墳）
  - 文珠塚古墳（日语：文珠塚古墳）

### 学校・教育機構
- 賢明学院幼稚園・小学校・中学校・高等学校（日语：賢明学院幼稚園・小学校・中学校・高等学校）
- 堺市立上野芝小学校（日语：堺市立上野芝小学校）
- 大阪府立堺支援学校（日语：大阪府立堺支援学校）
- 大阪府立堺聴覚支援学校（日语：大阪府立堺聴覚支援学校）
- 堺市立百舌鳥支援学校（日语：堺市立百舌鳥支援学校）

### 商業施設
- 西友上野芝店
- 万代（日语：万代 (チェーンストア)）上野芝店
- 松源北条店

### 其他
- 大阪府道34号堺狭山線（日语：大阪府道34号堺狭山線） (泉北1号線)

## 相鄰車站
西日本旅客鐵道
 阪和線
■關空快速、■紀州路快速、■快速、■直通快速、■區間快速
不停此站
■普通
百舌鳥（JR-R30）－上野芝（JR-R31）－津久野（JR-R32）

## 外部連結
- 上野芝｜車站資訊：JR出門網 - 西日本旅客鐵道